# Jóhanna Sigurðardóttir
Jóhanna Sigurðardóttir (AFI: [jouːhanːa 'sɪːɣʏrðartouʰtɪr]) (Reykjavík, 4 de outubro de 1942) é uma política islandesa, pertencente à Aliança Social Democrática, e antiga primeira-ministra do país.
Sigurðardóttir foi a primeira mulher a ocupar o cargo de primeiro-ministro em seu país, além de ter sido a primeira chefe de governo declaradamente homossexual desde o fim da antiguidade.
A Islândia também teve a primeira mulher chefe de estado do mundo com a eleição da presidente Vigdís Finnbogadóttir em 1980. Ela anunciou que a prioridade de seu governo será a economia e a proteção às famílias do país, que foi fortemente atingido pela crise financeira iniciada no final de 2008.

## Vida pessoal
Jóhanna Sigurðardóttir casou-se com Þorvaldur Steinar Jóhannesson em 1970. Eles tiveram dois filhos, nascidos em 1972 e 1977. Depois de seu divórcio, a autora e dramaturga Jónína Leósdóttir (nascida em 1954) passou a ser sua parceira. Elas obtiveram a união civil em 2002. Em 27 de junho de 2010, no primeiro dia de vigência do casamento entre pessoas do mesmo sexo no país, aprovado por unanimidade pelo parlamento, Sigurðardóttir e Leósdóttir casaram-se. No entanto não houve cerimônia de casamento.

## Governo
O governo é composto por cinco homens e cinco mulheres, pela primeira vez. Dois dos ministros não são deputados. Abaixo, está a lista dos representantes dos ministérios:
- Primeira-ministra: Jóhanna Sigurðardóttir
- Ministro das Finanças, Pescas e Agricultura: Steingrímur J. Sigfússon
- Ministro das Relações Exteriores e Indústria: Össur Skarphéðinsson
- Ministro da Sáude: Ögmundur Jónasson
- Ministra da Educação: Katrín Jakobsdóttir
- Ministra do Ambiente: Kolbrún Halldórsdóttir
- Ministra da Justiça e Igreja: Ragna Árnadóttir
- Ministro do Comércio: Gylfi Magnússon
- Ministra dos Assuntos Sociais: Ásta Ragnheiður Jóhannesdóttir
- Ministro das Comunicações: Kristján L. Möller